# Championnats des quatre continents de patinage artistique 2005
Navigation
Édition précédente Édition suivante
Les championnats des quatre continents 2005 ont lieu du 14 au 20 février 2005 à l'Arena de Gangneung en Corée du Sud.
Après deux saisons d'essais lors des épreuves du Grand Prix ISU, le nouveau système de jugement est mis en place pour la première fois dans les quatre grands championnats ISU de cette saison 2004/2005 (championnats d'Europe, championnats des quatre continents, championnats du monde juniors et championnats du monde). Il remplace le système de notation 6.0, à la suite du scandale des jeux olympiques d'hiver de 2002.

## Qualifications
Les patineurs sont éligibles à l'épreuve s'ils représentent une nation non européenne membre de l'Union internationale de patinage (International Skating Union en anglais) et s'ils ont atteint l'âge de 15 ans avant le 1er juillet 2004 dans leur pays de naissance. La compétition correspondante pour les patineurs européens est le championnat d'Europe 2005. Les fédérations nationales sélectionnent leurs patineurs en fonction de leurs propres critères, mais l'Union internationale de patinage exige un score minimum d'éléments techniques (Technical Elements Score en anglais) lors d'une compétition internationale avant les championnats des Quatre Continents.
Chaque nation membre qualifiée peut avoir jusqu'à trois inscriptions par discipline, sans tenir compte des résultats de la saison précédente.
En danse sur glace, la danse imposée est la valse d'or.

## Podiums
| Épreuves                            | Or                              | Argent                           | Bronze                           |
| ----------------------------------- | ------------------------------- | -------------------------------- | -------------------------------- |
| Messieurs résultats détaillés       | Evan Lysacek                    | Li Chengjiang                    | Daisuke Takahashi                |
| Dames résultats détaillés           | Fumie Suguri                    | Yoshie Onda                      | Jennifer Kirk                    |
| Couples résultats détaillés         | Zhang Dan / Zhang Hao           | Pang Qing / Tong Jian            | Kathryn Orscher / Garrett Lucash |
| Danse sur glace résultats détaillés | Tanith Belbin / Benjamin Agosto | Melissa Gregory / Denis Petukhov | Lydia Manon / Ryan O'Meara       |

## Tableau des médailles
| Rang  | Nation     | Or | Argent | Bronze | Total |
| ----- | ---------- | -- | ------ | ------ | ----- |
| 1     | États-Unis | 2  | 1      | 3      | 6     |
| 2     | Chine      | 1  | 2      | 0      | 3     |
| 3     | Japon      | 1  | 1      | 1      | 3     |
| Total | Total      | 4  | 4      | 4      | 12    |

## Détails des compétitions

### Messieurs
| Rang    | Nom                 | Nation           | Points | Programme court | Programme court | Programme libre | Programme libre |
| ------- | ------------------- | ---------------- | ------ | --------------- | --------------- | --------------- | --------------- |
| 1       | Evan Lysacek        | États-Unis       | 196.39 | 5               | 63.25           | 1               | 133.14          |
| 2       | Li Chengjiang       | Chine            | 194.09 | 1               | 72.10           | 3               | 121.99          |
| 3       | Daisuke Takahashi   | Japon            | 192.29 | 3               | 68.46           | 2               | 123.83          |
| 4       | Ben Ferreira        | Canada           | 188.36 | 2               | 68.86           | 5               | 119.50          |
| 5       | Matthew Savoie      | États-Unis       | 185.38 | 4               | 65.00           | 4               | 120.38          |
| 6       | Shawn Sawyer        | Canada           | 173.15 | 6               | 60.77           | 7               | 112.38          |
| 7       | Song Lun            | Chine            | 164.08 | 10              | 51.30           | 6               | 112.78          |
| 8       | Kensuke Nakaniwa    | Japon            | 162.61 | 7               | 56.71           | 10              | 105.90          |
| 9       | Zhang Min           | Chine            | 162.53 | 8               | 54.80           | 8               | 107.73          |
| 10      | Kazumi Kishimoto    | Japon            | 160.41 | 9               | 54.07           | 9               | 106.34          |
| 11      | Derrick Delmore     | États-Unis       | 153.38 | 11              | 50.86           | 11              | 102.52          |
| 12      | Ricky Cockerill     | Nouvelle-Zélande | 127.02 | 14              | 39.25           | 12              | 87.77           |
| 13      | Bradley Santer      | Australie        | 121.57 | 13              | 41.44           | 13              | 80.13           |
| 14      | Gareth Echardt      | Afrique du Sud   | 120.77 | 12              | 46.15           | 14              | 74.62           |
| 15      | Sean Carlow         | Australie        | 111.85 | 15              | 39.05           | 15              | 72.80           |
| 16      | Lee Dong-whun       | Corée du Sud     | 106.64 | 22              | 34.70           | 16              | 71.94           |
| 17      | Stuart Beckingham   | Australie        | 106.20 | 17              | 36.14           | 18              | 70.06           |
| 18      | Humberto Contreras  | Mexique          | 106.06 | 18              | 35.48           | 17              | 70.58           |
| 19      | Justin Pietersen    | Afrique du Sud   | 102.50 | 16              | 37.91           | 20              | 64.59           |
| 20      | Miguel Angel Moyron | Mexique          | 101.58 | 19              | 35.34           | 19              | 66.24           |
| 21      | Tristan Thode       | Nouvelle-Zélande | 96.85  | 21              | 35.00           | 21              | 61.85           |
| 22      | Adrian Alvarado     | Mexique          | 84.32  | 23              | 31.77           | 23              | 52.55           |
| 23      | Edward Ka-Yin Chow  | Hong Kong        | 83.10  | 24              | 24.19           | 22              | 58.91           |
| Abandon | Joel Watson         | Nouvelle-Zélande |        | 20              | 35.03           |                 |                 |
| Forfait | Fedor Andreev       | Canada           |        | NC              | NC              | NC              | NC              |

### Dames
| Rang                                        | Nom                   | Nation         | Points | Programme court | Programme court | Programme libre | Programme libre |
| ------------------------------------------- | --------------------- | -------------- | ------ | --------------- | --------------- | --------------- | --------------- |
| 1                                           | Fumie Suguri          | Japon          | 178.66 | 1               | 61.44           | 1               | 117.22          |
| 2                                           | Yoshie Onda           | Japon          | 166.80 | 2               | 58.02           | 2               | 108.78          |
| 3                                           | Jennifer Kirk         | États-Unis     | 148.06 | 3               | 51.24           | 3               | 96.82           |
| 4                                           | Joanne Carter         | Australie      | 134.09 | 4               | 49.63           | 7               | 84.46           |
| 5                                           | Lesley Hawker         | Canada         | 133.20 | 10              | 43.98           | 5               | 89.22           |
| 6                                           | Amber Corwin          | États-Unis     | 132.36 | 11              | 41.97           | 4               | 90.39           |
| 7                                           | Beatrisa Liang        | États-Unis     | 130.78 | 5               | 47.30           | 8               | 83.48           |
| 8                                           | Liu Yan               | Chine          | 128.50 | 8               | 45.91           | 9               | 82.59           |
| 9                                           | Miriam Manzano        | Australie      | 122.72 | 16              | 37.64           | 6               | 85.08           |
| 10                                          | Choi Ji-eun           | Corée du Sud   | 122.68 | 12              | 41.25           | 10              | 81.43           |
| 11                                          | Yukari Nakano         | Japon          | 121.74 | 9               | 45.17           | 12              | 76.57           |
| 12                                          | Fang Dan              | Chine          | 120.56 | 7               | 45.94           | 13              | 74.62           |
| 13                                          | Vicky Boissonneault   | Canada         | 119.06 | 6               | 46.34           | 14              | 72.72           |
| 14                                          | Kim Chae-hwa          | Corée du Sud   | 117.84 | 14              | 40.45           | 11              | 77.39           |
| 15                                          | Hou Na                | Chine          | 112.26 | 13              | 40.77           | 15              | 71.49           |
| 16                                          | Michelle Cantu        | Mexique        | 93.99  | 15              | 37.67           | 20              | 56.32           |
| 17                                          | Shin Yea-ji           | Corée du Sud   | 91.92  | 17              | 31.59           | 16              | 60.33           |
| 18                                          | Shirene Human         | Afrique du Sud | 88.00  | 19              | 29.43           | 17              | 58.57           |
| 19                                          | Diane Chen            | Taipei chinois | 86.02  | 21              | 28.40           | 18              | 57.62           |
| 20                                          | Jenna-Anne Buys       | Afrique du Sud | 82.38  | 24              | 25.68           | 19              | 56.70           |
| 21                                          | Sarah-Yvonne Prytula  | Australie      | 82.16  | 20              | 27.77           | 21              | 53.39           |
| 22                                          | Ana Cecilia Cantu     | Mexique        | 81.88  | 18              | 30.48           | 22              | 51.40           |
| 23                                          | Gladys Orozco         | Mexique        | 79.03  | 22              | 28.16           | 23              | 50.87           |
| 24                                          | Shirley Hsin Hui Tsai | Taipei chinois | 66.28  | 23              | 25.70           | 24              | 40.58           |
| Patineuse éliminée après le programme court |                       |                |        |                 |                 |                 |                 |
| 25                                          | Nadezhda Paretskaia   | Kazakhstan     |        | 25              | 21.73           | NC              | NC              |

### Couples
| Rang | Nom                               | Nation      | Points | Programme court | Programme court | Programme libre | Programme libre |
| ---- | --------------------------------- | ----------- | ------ | --------------- | --------------- | --------------- | --------------- |
| 1    | Zhang Dan / Zhang Hao             | Chine       | 181.61 | 1               | 63.67           | 1               | 117.94          |
| 2    | Pang Qing / Tong Jian             | Chine       | 177.80 | 2               | 62.07           | 2               | 115.73          |
| 3    | Kathryn Orscher / Garrett Lucash  | États-Unis  | 153.05 | 3               | 56.15           | 3               | 96.90           |
| 4    | Elizabeth Putnam / Sean Wirtz     | Canada      | 145.08 | 4               | 53.86           | 4               | 91.22           |
| 5    | Amanda Evora / Mark Ladwig        | États-Unis  | 133.92 | 6               | 44.45           | 5               | 89.47           |
| 6    | Pascale Bergeron / Robert Davison | Canada      | 131.98 | 5               | 45.78           | 6               | 86.20           |
| 7    | Brooke Castile / Benjamin Okolski | États-Unis  | 124.59 | 8               | 42.00           | 7               | 82.59           |
| 8    | Marina Aganina / Artem Knyazev    | Ouzbékistan | 118.51 | 7               | 42.16           | 8               | 76.35           |

### Danse sur glace
| Rang | Nom                               | Nation       | Points | Danse imposée | Danse imposée | Danse originale | Danse originale | Danse libre | Danse libre |
| ---- | --------------------------------- | ------------ | ------ | ------------- | ------------- | --------------- | --------------- | ----------- | ----------- |
| 1    | Tanith Belbin / Benjamin Agosto   | États-Unis   | 219.29 | 1             | 44.00         | 1               | 65.20           | 1           | 110.09      |
| 2    | Melissa Gregory / Denis Petukhov  | États-Unis   | 183.97 | 2             | 38.02         | 2               | 55.10           | 2           | 90.85       |
| 3    | Lydia Manon / Ryan O'Meara        | États-Unis   | 171.65 | 4             | 32.50         | 3               | 53.75           | 3           | 85.40       |
| 4    | Nozomi Watanabe / Akiyuki Kido    | Japon        | 166.84 | 3             | 32.63         | 4               | 51.52           | 5           | 82.69       |
| 5    | Lauren Senft / Leif Gislason      | Canada       | 160.89 | 8             | 30.04         | 6               | 47.49           | 4           | 83.36       |
| 6    | Mylène Girard / Bradley Yaeger    | Canada       | 160.41 | 9             | 29.73         | 5               | 48.17           | 6           | 82.51       |
| 7    | Martine Patenaude / Pascal Denis  | Canada       | 151.59 | 6             | 31.10         | 8               | 44.91           | 7           | 75.58       |
| 8    | Nakako Tsuzuki / Kenji Miyamoto   | Japon        | 150.45 | 5             | 31.13         | 7               | 46.09           | 9           | 73.23       |
| 9    | Laura Munana / Luke Munana        | Mexique      | 144.39 | 11            | 27.85         | 10              | 41.57           | 8           | 74.97       |
| 10   | Yang Fang / Gao Chongbo           | Chine        | 140.88 | 7             | 30.93         | 9               | 42.50           | 10          | 67.45       |
| 11   | Yu Xiaoyang / Wang Chen           | Chine        | 135.63 | 10            | 29.47         | 11              | 39.44           | 11          | 66.72       |
| 12   | Wang Jiayue / Meng Fei            | Chine        | 125.21 | 12            | 27.83         | 12              | 35.29           | 12          | 62.09       |
| 13   | Olga Akimova / Alexander Shakalov | Ouzbékistan  | 117.04 | 13            | 23.98         | 14              | 32.05           | 13          | 61.01       |
| 14   | Natalie Buck / Trent Nelson-Bond  | Australie    | 111.55 | 14            | 23.52         | 13              | 32.82           | 14          | 55.21       |
| 15   | Kim Hye-min / Kim Min-woo         | Corée du Sud | 104.74 | 16            | 21.98         | 15              | 30.35           | 15          | 52.41       |
| 16   | Ashley Duenas / Ramil Sarkulov    | Ouzbékistan  | 104.40 | 15            | 22.39         | 16              | 30.08           | 16          | 51.93       |
| 17   | Danika Bourne / Alexander Pavlov  | Australie    | 100.68 | 17            | 20.63         | 17              | 28.65           | 17          | 51.40       |